# Bruno-Morpurgo-Park

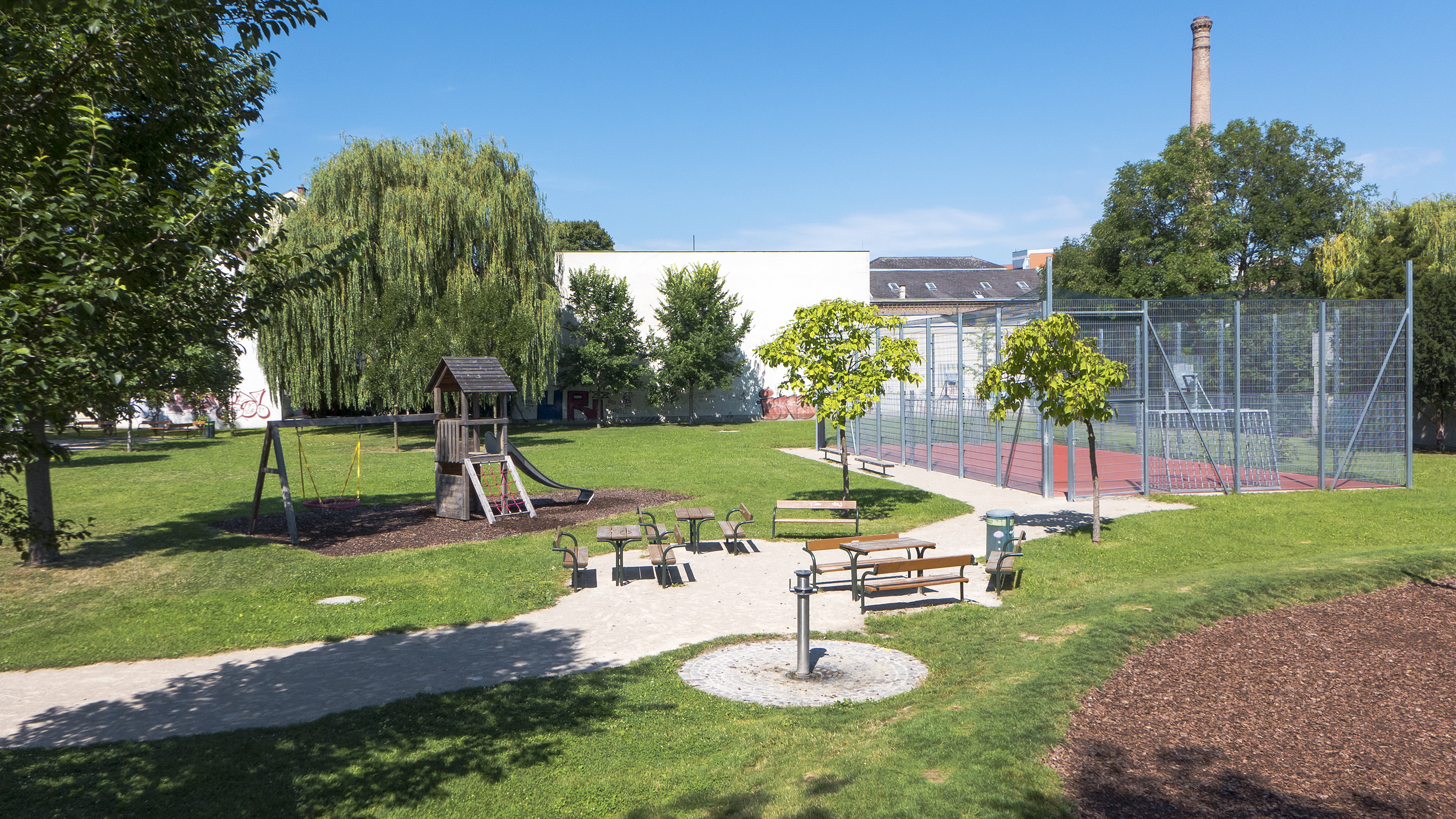
Bruno-Morpurgo-Park (2016)

Der Bruno-Morpurgo-Park ist ein Wiener Park im 23. Bezirk, Liesing.

## Beschreibung

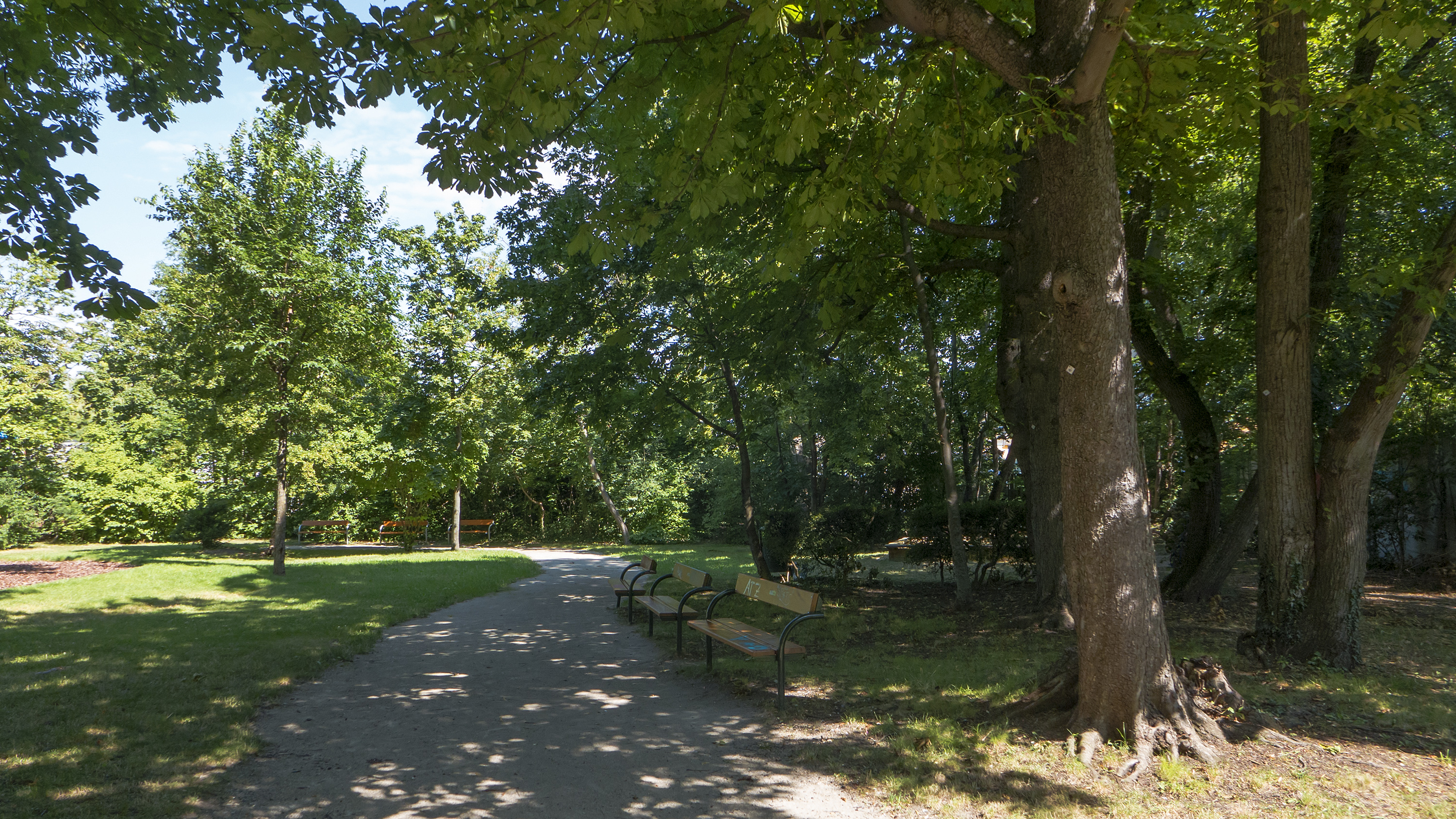
Bruno-Morpurgo-Park (2016)

Der Bruno-Morpurgo-Park ist eine ca. 8.000 m2 große Parkanlage. Er befindet sich in Liesing in der Endresstraße 4–14 zwischen Atzgersdorfer Kirchenplatz und S-Bahn-Station Atzgersdorf. Neben weitläufigen Wiesenflächen, Sitzmöglichkeiten und einem hohen Baumbestand bietet der Park einen Spielplatz für Kinder und Jugendliche, einen Fußballplatz, einen Basketballplatz, einen Sandspielplatz und einen Trinkbrunnen. Darüber hinaus befinden sich im Park Beete und Pflanzkübel einer Nachbarschaftsinitiative.

## Geschichte
Der Bruno-Morpurgo-Park wurde am 7. Oktober 2008 im Gemeinderatsausschuss für Kultur und Wissenschaft der Stadt Wien nach dem Komponisten Bruno Freiherr von Morpurgo benannt.

## Sehenswürdigkeiten

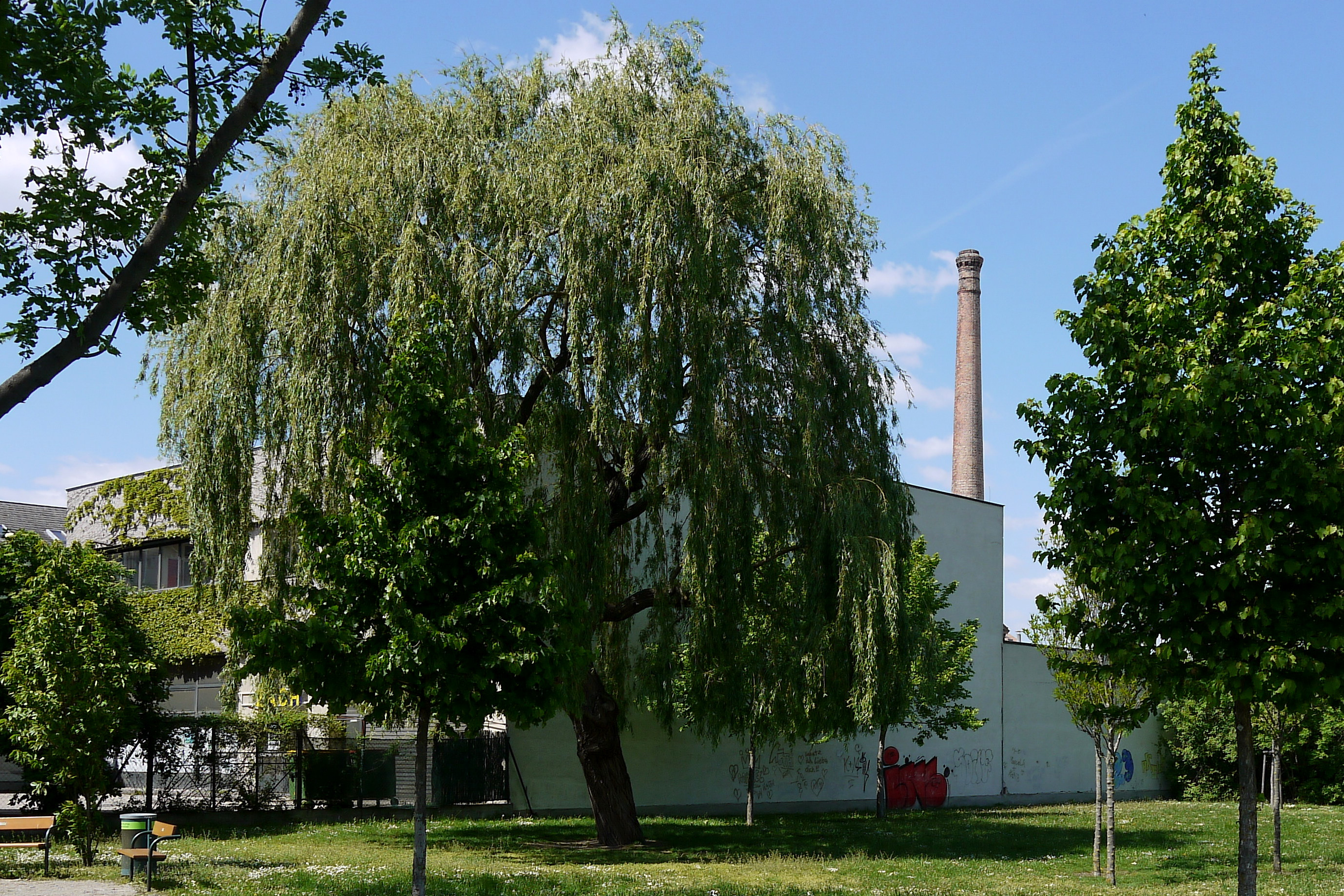
Salix alba Tristis – Naturdenkmal 814

Im Bruno-Morpurgo-Park befindet sich eine Trauerweide (Salix alba Tristis), die als Naturdenkmal 814 durch die Stadt Wien geschützt ist.